# Maggie Bowen
Martha „Maggie“ Bowen (* 9. April 1980) ist eine ehemalige Schwimmerin aus den Vereinigten Staaten. Sie erhielt bei Schwimmweltmeisterschaften eine Gold- und eine Silbermedaille. Bei Panamerikanischen Spielen gewann sie zwei Silbermedaillen.

## Karriere
Maggie Bowen besuchte bis 1999 die High School in Jackson, Mississippi. Von 1999 bis 2003 studierte sie an der Auburn University und schwamm für deren Sportteam.
Bei den Panamerikanischen Spielen 1999 in Winnipeg gewann sie sowohl über 200 Meter Lagen als auch über 400 Meter Lagen die Silbermedaille hinter der Kanadierin Joanne Malar, wobei Bowen auf der langen Strecke über zehn Sekunden nach Malar anschlug. Zwei Jahre später bei den Weltmeisterschaften 2001 in Fukuoka siegte die Ukrainerin Jana Klotschkowa über 400 Meter Lagen mit zwei Sekunden Vorsprung vor Bowen, die ihrerseits das Ziel 0,27 Sekunden vor der Rumänin Beatrice Câșlaru erreichte. Über 200 Meter Lagen siegte Bowen mit 0,37 Sekunden vor Klotschkowa. 2002 bei den Pan Pacific Championships in Yokohama gewann über 200 Meter Lagen die Japanerin Tomoko Hagiwara vor zwei Schwimmerinnen aus den Vereinigten Staaten: Gabrielle Rose und Maggie Bowen. Über 400 Meter Lagen siegte die Australierin Jennifer Reilly vor Bowen und der Japanerin Maiko Fujino. 2003 bei den Weltmeisterschaften in Barcelona wurde Bowen Fünfte über 200 Meter Lagen mit 1,68 Sekunden Rückstand auf die Drittplatzierte. Über 400 Meter Lagen schlug Bowen als Vierte 1,35 Sekunden nach Beatrice Câșlaru auf dem Bronzerang an.